# Marshall County (Mississippi)
 For alternative betydninger, se Marshall County. (Se også artikler, som begynder med Marshall County)
Marshall County er et county i den amerikanske delstat Mississippi.
34°46′N 89°31′V / 34.77°N 89.51°V